# Une offrande à la tempête
Série La Vallée du Batzan
De chair et d'os
(2019)
Pour plus de détails, voir Fiche technique et Distribution.

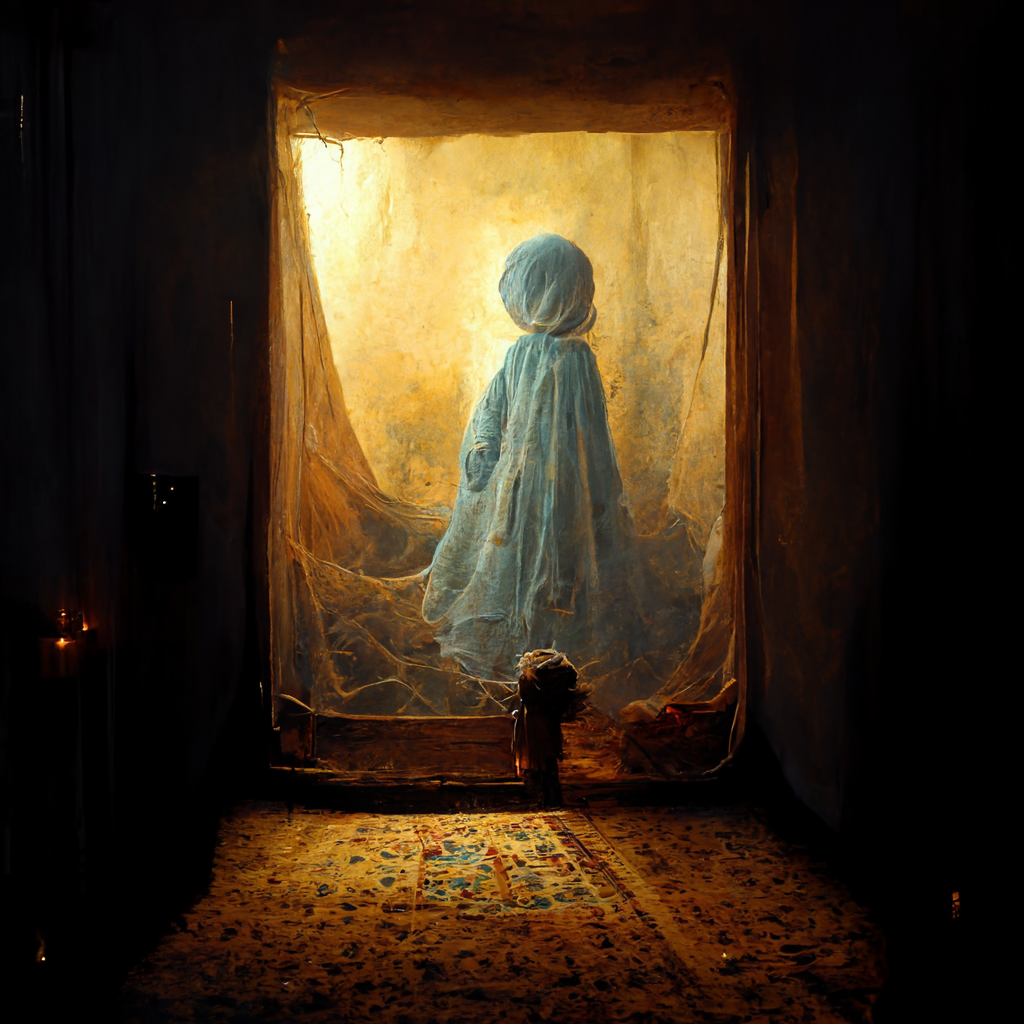
Illustration d'Inguma.

Une offrande à la tempête (Ofrenda a la tormenta) est un film espagnol réalisé par Fernando González Molina, sorti en 2020. Il s'agit du dernier de la trilogie de La Vallée du Batzan, après Le Gardien invisible (2017) et De chair et d'os (2019).

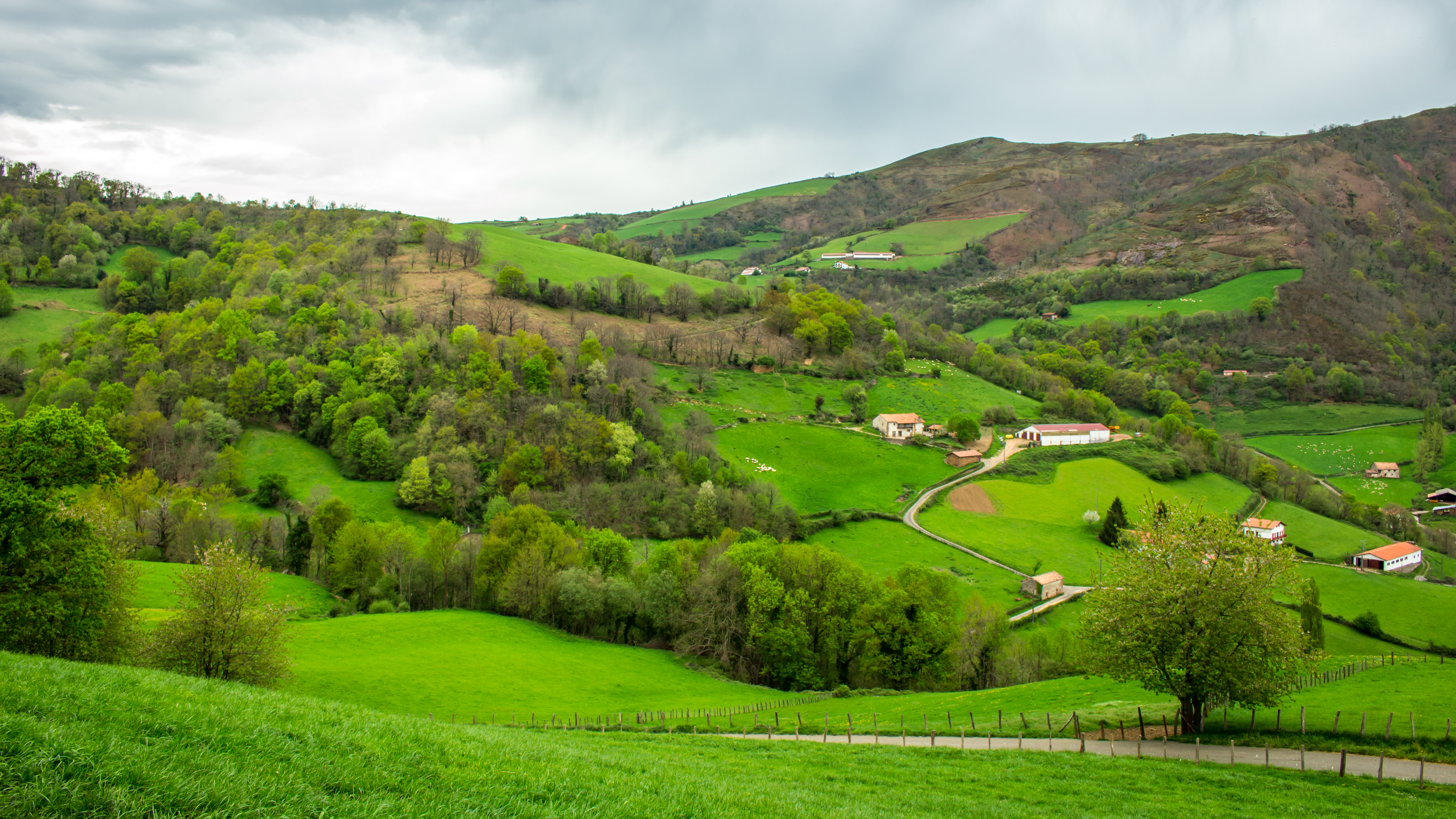
Paysage de la Vallée de Baztan.

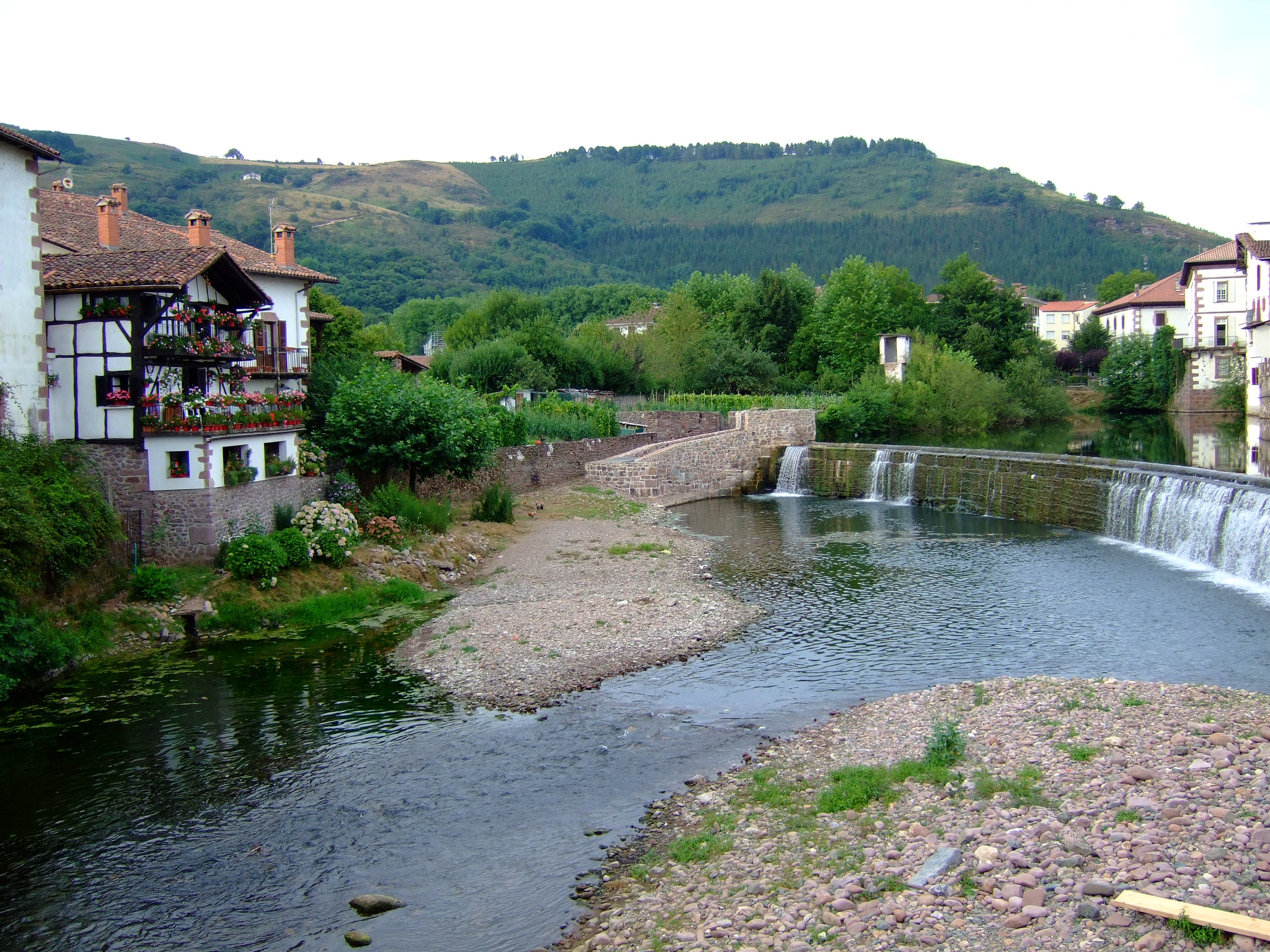
Elizondo, chef-lieu de la vallée et le lieu de plusieurs scènes.

## Synopsis
À Pampelune, Amaia Salazar doit enquêter sur le cas d'une fille mort-née et l'arrestation de son père. Selon la grand-mère, le père a tenté de fuir avec le corps du bébé tout en prononçant des mots étranges à propos d'une offrande.
Le bébé présente des marques rouges sur son visage indiquant qu'il a été tué. La grand-mère parle d'une créature magique: un être diabolique horrible qui immobilise ceux qui dorment et les empêche de se réveiller. C'est l'Inguma, un génie maléfique de la mythologie basque, celui qui vous prend la vie pendant que vous dormez.
Cette enquête conduira Amaia et son équipe à découvrir certaines irrégularités de procédure dans des cas similaires survenus il y a de nombreuses années dans la vallée bascophone du Baztan, et qui révèlent un nombre inhabituellement élevé d'événements pour une si petite zone.
Pendant ce temps, l'assassin Berasategui, que le juge Markina transfère dans une autre prison, est retrouvé mort dans sa cellule.

## Fiche technique
Sauf indication contraire, les informations mentionnées dans cette section peuvent être confirmées par la base de données cinématographiques IMDb,  présente dans la section « Liens externes ».
- Titre original : Ofrenda a la tormenta
- Titre français : Une offrande à la tempête
- Réalisation : Fernando González Molina
- Scénario : Luiso Berdejo d'après le roman de Dolores Redondo
- Musique : Fernando Velázquez
- Photographie : Xavi Giménez
- Montage : Verónica Callón
- Production : Mercedes Gamero, Adrián Guerra, Peter Nadermann et Núria Valls
- Sociétés de production : Atresmedia Cine et Nostromo Pictures ; Arte, Nadcon Film, et ZDF (coproductions)
- Sociétés de distribution : DeAPlaneta (Espagne) ; Netflix (monde)
- Pays d'origine :  Espagne
- Genre : thriller policier
- Durée : 121 minutes
- Dates de sortie :
  - Monde : 24 juillet 2020 (internet)

## Distribution
- Marta Etura (VFB : Maia Baran) : Amaia Salazar
- Carlos « Nene » Librado (es) (VFB : Michelangelo Marchese) : Jonan Etxaide
- Leonardo Sbaraglia (VFB : Franck Dacquin) : le juge Javier Markina
- Francesc Orella (VFB : Pascal Racan) : Fermín Montés
- Imanol Arias (VFB : Philippe Résimont) : le père Sarasola
- Benn Northover (en) (VFB : Sébastien Hébrant) : James Westford
- Itziar Aizpuru (VFB : Nicole Valberg) : la tante Engrasi
- Patricia López Arnaiz (VFB : Audrey d'Hulstère) : Rosaura Salazar
- Alicia Sánchez (es) (VFB : Monique Clémont) : Elena Ochoa
- Eduardo Rosa (VFB : Alexandre Crépet) : le sous-inspecteur Goñi
- Anjel Alkain (eu) (VFB : Alain Eloy) : le sous-inspecteur Iriarte
- Ana Wagener (VFB : Nathalie Hons) : Fina Hidalgo
- Pedro Casablanc (es) (VFB : Martin Spinhayer) : le commissaire général de Pampelune
- Marta Larralde (VFB : Séverine Cayron) : Yolanda Berrueta
- Paco Tous (VFB : Benoît van Dorslaer) : Dr San Martín
- Álvaro Cervantes : Dr Berasategui
- Manolo Solo : Dr Basterra
- Elvira Mínguez (VFB : France Bastoen) : Flora Salazar
- Colin McFarlane : Aloisius Dupree
- Susi Sánchez (VFB : Rosalia Cuevas) : Rosario
- Iñigo de la Iglesia (eu) (VFB : Michel Hinderyckx) : Valentín Esparza

Version française dirigée par Rosalia Cuevas au studio VSI Paris - Chinkel (Belgique). Informations prélevées du carton du doublage français.